# KRC Genk w europejskich pucharach
Występy w europejskich pucharach belgijskiego klubu piłkarskiego KRC Genk.
Legenda do wszystkich tabel:
- Q – runda eliminacyjna, 1/16, 1/8, 1/4, 1/2 – odpowiednia faza rozgrywek, Grupa – runda grupowa, 1r gr – pierwsza runda grupowa, 2r gr – druga runda grupowa, F – finał, R – runda, PO – play-off
- k. – rzuty karne, los. – losowanie, Dogr. – dogrywka, w. – zasada bramek strzelonych na wyjeździe

## Wykaz spotkań pucharowych

### 1997–2000
| Sezon     | Rozgrywki                 | Runda   | Klub           | Dom | Wyjazd | Ogólnie    |
| --------- | ------------------------- | ------- | -------------- | --- | ------ | ---------- |
| 1997      | Puchar Intertoto          | Grupa 5 | B36 Tórshavn   |     | 5–0    | 2. miejsce |
| 1997      | Puchar Intertoto          | Grupa 5 | Stabæk Fotball | 4–3 |        | 2. miejsce |
| 1997      | Puchar Intertoto          | Grupa 5 | Dinamo Moskwa  |     | 2–3    | 2. miejsce |
| 1997      | Puchar Intertoto          | Grupa 5 | Panachaiki     | 4–2 |        | 2. miejsce |
| 1998/99   | Puchar Zdobywców Pucharów | Q       | Apolonia Fier  | 4–0 | 5–1    | 9–1        |
| 1998/99   | Puchar Zdobywców Pucharów | 1R      | MSV Duisburg   | 5–0 | 1–1    | 6–1        |
| 1998/99   | Puchar Zdobywców Pucharów | 2R      | RCD Mallorca   | 1–1 | 0–0    | 1–1, w.    |
| 1999/2000 | Liga Mistrzów             | 2Q      | Maribor        | 3–0 | 1–5    | 4–5        |

### 2001–2020
| Sezon   | Rozgrywki        | Runda         | Klub                | Dom | Wyjazd | Ogólnie     |
| ------- | ---------------- | ------------- | ------------------- | --- | ------ | ----------- |
| 2000/01 | Puchar UEFA      | 1R            | FC Zürich           | 2–1 | 1–0    | 3–1         |
| 2000/01 | Puchar UEFA      | 2R            | Werder Brema        | 2–5 | 1–4    | 3–9         |
| 2002/03 | Liga Mistrzów    | 3Q            | Sparta Praga        | 2–0 | 2–4    | 4–4, w.     |
| 2002/03 | Liga Mistrzów    | 1r gr Grupa C | AEK Ateny           | 0–0 | 1–1    | 4. miejsce  |
| 2002/03 | Liga Mistrzów    | 1r gr Grupa C | Real Madryt         | 1–1 | 0–6    | 4. miejsce  |
| 2002/03 | Liga Mistrzów    | 1r gr Grupa C | AS Roma             | 0–1 | 0–0    | 4. miejsce  |
| 2004    | Puchar Intertoto | 2R            | Marek Dupnica       | 2–1 | 0–0    | 2–1         |
| 2004    | Puchar Intertoto | 3R            | Borussia Dortmund   | 0–1 | 2–1    | 2–2, w.     |
| 2004    | Puchar Intertoto | 1/2           | União Leiria        | 0–0 | 0–2    | 0–2         |
| 2005/06 | Puchar UEFA      | 2Q            | Liepājas Metalurgs  | 3–0 | 3–2    | 6–2         |
| 2005/06 | Puchar UEFA      | 1R            | Litex Łowecz        | 0–1 | 2–2    | 2–3         |
| 2007/08 | Liga Mistrzów    | 2Q            | FK Sarajevo         | 1–2 | 1–0    | 2–2, w.     |
| 2009/10 | Liga Europy      | PO            | Lille OSC           | 1–2 | 2–4    | 3–6         |
| 2010/11 | Liga Europy      | 3Q            | Inter Turku         | 3–2 | 5–1    | 8–3         |
| 2010/11 | Liga Europy      | PO            | FC Porto            | 0–3 | 2–4    | 2–7         |
| 2011/12 | Liga Mistrzów    | 3Q            | FK Partizan         | 2–1 | 1–1    | 3–2         |
| 2011/12 | Liga Mistrzów    | PO            | Maccabi Hajfa       | 2–1 | 1–2    | 3–3, k: 4–1 |
| 2011/12 | Liga Mistrzów    | Grupa E       | Bayer 04 Leverkusen | 1–1 | 0–2    | 4. miejsce  |
| 2011/12 | Liga Mistrzów    | Grupa E       | Chelsea             | 1–1 | 0–5    | 4. miejsce  |
| 2011/12 | Liga Mistrzów    | Grupa E       | Valencia CF         | 0–0 | 0–7    | 4. miejsce  |
| 2012/13 | Liga Europy      | 3Q            | Aktobe              | 2–1 | 2–1    | 4–2         |
| 2012/13 | Liga Europy      | PO            | FC Luzern           | 2–0 | 1–2    | 3–2         |
| 2012/13 | Liga Europy      | Grupa G       | Sporting CP         | 2–1 | 1–1    | 1. miejsce  |
| 2012/13 | Liga Europy      | Grupa G       | FC Basel            | 0–0 | 2–2    | 1. miejsce  |
| 2012/13 | Liga Europy      | Grupa G       | Videoton            | 3–0 | 1–0    | 1. miejsce  |
| 2012/13 | Liga Europy      | 1/16          | VfB Stuttgart       | 0–2 | 1–1    | 1–3         |
| 2013/14 | Liga Europy      | PO            | Hafnarfjarðar       | 2–0 | 5–2    | 7–2         |
| 2013/14 | Liga Europy      | Grupa G       | Dynamo Kijów        | 3–1 | 1–0    | 1. miejsce  |
| 2013/14 | Liga Europy      | Grupa G       | Rapid Wiedeń        | 1–1 | 2–2    | 1. miejsce  |
| 2013/14 | Liga Europy      | Grupa G       | FC Thun             | 2–1 | 1–0    | 1. miejsce  |
| 2013/14 | Liga Europy      | 1/16          | Anży Machaczkała    | 0–0 | 0–2    | 0–2         |
| 2016/17 | Liga Europy      | 2Q            | Budućnost           | 2–0 | 0–2    | 2–2, k: 4–2 |
| 2016/17 | Liga Europy      | 3Q            | Cork City           | 1–0 | 2–1    | 3–1         |
| 2016/17 | Liga Europy      | PO            | Lokomotiva          | 2–0 | 2–2    | 4–2         |
| 2016/17 | Liga Europy      | Grupa F       | Athletic Bilbao     | 2–0 | 3–5    | 1. miejsce  |
| 2016/17 | Liga Europy      | Grupa F       | Rapid Wiedeń        | 1–0 | 2–3    | 1. miejsce  |
| 2016/17 | Liga Europy      | Grupa F       | Sassuolo            | 3–1 | 2–0    | 1. miejsce  |
| 2016/17 | Liga Europy      | 1/16          | Astra Giurgiu       | 1–0 | 2–2    | 3–2         |
| 2016/17 | Liga Europy      | 1/8           | KAA Gent            | 1–1 | 5–2    | 6–3         |
| 2016/17 | Liga Europy      | 1/4           | Celta Vigo          | 1–1 | 2–3    | 3–4         |
| 2018/19 | Liga Europy      | 2Q            | Fola Esch           | 5–0 | 4–1    | 9–1         |
| 2018/19 | Liga Europy      | 3Q            | Lech Poznań         | 2–0 | 2–1    | 4–1         |
| 2018/19 | Liga Europy      | PO            | Brøndby IF          | 5–2 | 4–2    | 9–4         |
| 2018/19 | Liga Europy      | Grupa I       | Malmö FF            | 2–0 | 2–2    | 1. miejsce  |
| 2018/19 | Liga Europy      | Grupa I       | Sarpsborg 08        | 4–0 | 1–3    | 1. miejsce  |
| 2018/19 | Liga Europy      | Grupa I       | Beşiktaş JK         | 1–1 | 4–2    | 1. miejsce  |
| 2018/19 | Liga Europy      | 1/16          | Slavia Praga        | 1–4 | 0–0    | 1–4         |
| 2019/20 | Liga Mistrzów    | Grupa E       | Red Bull Salzburg   | 1–4 | 2–6    | 4. miejsce  |
| 2019/20 | Liga Mistrzów    | Grupa E       | SSC Napoli          | 0–0 | 0–4    | 4. miejsce  |
| 2019/20 | Liga Mistrzów    | Grupa E       | Liverpool           | 1–4 | 1–2    | 4. miejsce  |

### 2021–
| Sezon   | Rozgrywki               | Runda   | Klub             | Dom | Wyjazd | Ogólnie     |
| ------- | ----------------------- | ------- | ---------------- | --- | ------ | ----------- |
| 2021/22 | Liga Mistrzów           | 3Q      | Szachtar Donieck | 1–2 | 1–2    | 2–4         |
| 2021/22 | Liga Europy             | Grupa H | Rapid Wiedeń     | 0–1 | 1–0    | 4. miejsce  |
| 2021/22 | Liga Europy             | Grupa H | Dinamo Zagrzeb   | 0–3 | 1–1    | 4. miejsce  |
| 2021/22 | Liga Europy             | Grupa H | West Ham United  | 2–2 | 0–3    | 4. miejsce  |
| 2023/24 | Liga Mistrzów           | 2Q      | Servette FC      | 2–2 | 1–1    | 3–3, k: 3–4 |
| 2023/24 | Liga Europy             | 3Q      | Olympiakos       | 1–1 | 0–1    | 1–2         |
| 2023/24 | Liga Konferencji Europy | PO      | Adana Demirspor  | 2–1 | 0–1    | 2–2, k: 5–4 |
| 2023/24 | Liga Konferencji Europy | Grupa F | Ferencváros      | 0–0 | 1–1    | 3. miejsce  |
| 2023/24 | Liga Konferencji Europy | Grupa F | ACF Fiorentina   | 2–2 | 1–2    | 3. miejsce  |
| 2023/24 | Liga Konferencji Europy | Grupa F | FK Čukarički     | 2–0 | 2–0    | 3. miejsce  |
| 2025/26 | Liga Europy             | PO      | Lech Poznań      | –   | –      | –           |